# 光聰諧
光聰諧（？—？），字律原、一字律元，安徽桐城人，清朝政治人物，進士出身。

## 生平
嘉慶十四年（1809年）登己巳恩科進士，改庶吉士。后授翰林院編修、刑部郎中、湖北荊宜施道。道光十一年（1831年）任福建按察使、直隸按察使。道光十三年（1833年）任甘肅布政使、直隸布政使。